# Misfit Wearables
Misfit Wearables, 也简称为 Misfit, 是一间同时兼具设计和制造實力的硬体产品制造公司。其利用感应式科技研发并制造出可穿戴式产品。 Misfit 推出的第一个产品为 "Shine",是一款人体活动及睡眠跟踪器。它能追踪使用者身体的活动及运动量,并藉由 IOS或Android App应用软件提供给用户包括步数统计、卡路里消耗量、移动距离及浅深层睡眠时间统计等数据。
Misfit是由Sonny Vu 、 Sridhar Iyengar和 John Sculley 所共同创立的公司。 在这之前, Sonny Vu 和Sridhar Iyengar 一起创立了 AgaMatrix, 其公司生产的iBGStar血糖测量仪是第一个被美国食品药品监督管理局(FDA) 所认可的使用在iPhone上的医疗设备。 John Sculley 是苹果前执行长。 Sonny Vu 是Misfit Wearables 现任总裁及执行长。 2015年11月13日被化石集團以2.6億美元全資收購。

## 品牌历史

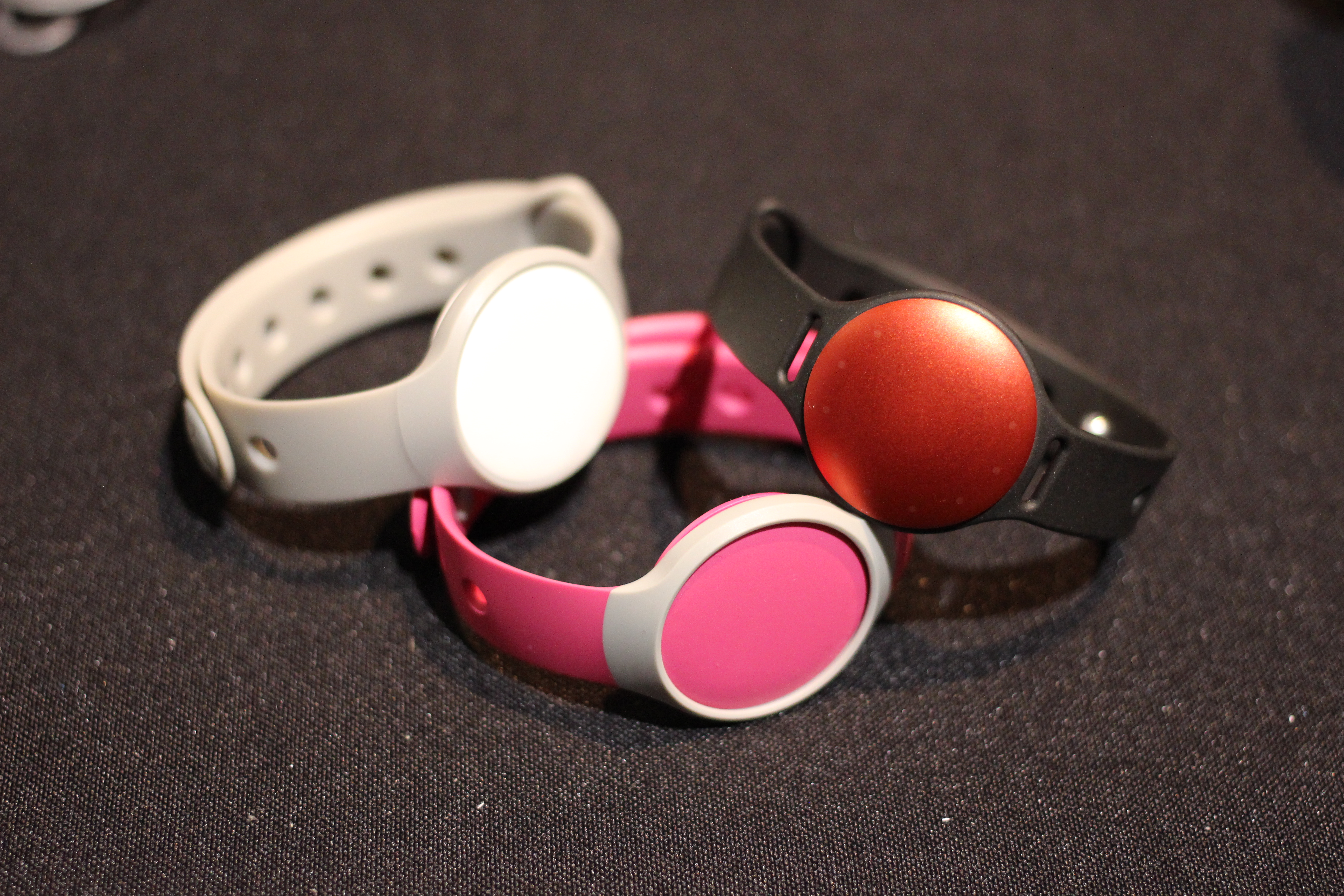
Misfit FLASH 產品，用於健身與睡眠監視器

Misfit Wearables成立于2011年10月。 Misfit名称的缘由是因公司成立的当天也同时是 Steve Jobs过世的同一天,故公司取名为"Misfit"以兹纪念Steve Jobs。 "Misfit"此一词的灵感来源是来自1997年苹果公司"Think Different"口号首次亮相的广告旁白 "Here's to the crazy ones. The misfits. The rebels. The troublemakers. The round pegs in the square holes."
Misfit Wearables的第一个产品"Shine"于2012年首次公开于群众募资平台 Indiegogo。 在10小时之内, Shine的募资活动即达成$100,000美金的募款目标,更继续在两个月内, 募到$846,675 美金。 在此同时,Misfit 的共同合伙人也利用群众募资活动进行产品调查以及运动追踪之可穿式产品的市场调查。
至2012年四月,Misfit在A轮投资募到$760万美金的融资。 2013年12月,Misfit更在B轮投资为它预计在2014年发行的产品募得$1520万美金的研发融资。 由香港企业家李嘉诚旗下的维港投资领投B轮投资,其联合投资方还包括硅谷风投机构和可口可乐公司。先前的投资方包括 Founders Fund, Khosla Ventures, Norwest Venture Partners, O'Reilly AlphaTech Ventures, Max Levchin 和IncTank等公司也都继续参与B轮投资。

## Shine
材质采用航空级铝合金的Shine是一款能提供穿戴者关于其运动及睡眠时间等数据的运动跟踪器。 Misfit Wearables 并发布能支持Shine来同步追踪健身目标的 iPhone app应用软件。 2013年12月, Misfit 也推出Shine的Android app应用软件。 Shine 能用来追踪包括健走、跑步、骑自行车、游泳和睡眠等各式各样的运动。 Shine 更能进一步追踪使用者睡眠的深浅。虽然只有像硬币这么大,Shine却能有非常多元有型的穿搭方式。它可以穿戴成手环或项链,也可以利用有磁性的夹子搭配在衣饰上。 就性能方面, Shine具有极佳的防水功能,能配戴至50米深的水域。Shine也同时具有超长的电池续航力,不需经常性的充电。